# Ernst Schlemmer
Ernst Schlemmer (* 8. Juli 1889 in Wöllstein; † 2. Juni 1949 in Heidelberg) war ein deutscher Offizier, zuletzt Generalleutnant.

## Leben
Ernst Schlemmer, Sohn eines Oberzollrates, trat im Herbst 1909 als Fahnenjunker in die Königlich Bayerische Armee ein und kam zum Königlich Bayerischen 18. Infanterie-Regiment „Prinz Ludwig Ferdinand“, wo er zunächst Fähnrich, nach dem Besuch der Kriegsschule München am 26. Oktober 1911 Leutnant wurde und als Kompanieoffizier eingesetzt war. Am 1. Oktober 1913 zum Flieger-Bataillon Schleißheim versetzt, kam er bei Beginn des Ersten Weltkrieges Anfang August 1914 zur bayerischen Feld-Flieger-Abteilung 3b. Hier wurde er dann fast für zwei Jahre eingesetzt und am 9. Juli 1915 zum Oberleutnant befördert. Am 8. Mai 1916 zum Führer des Armee-Flugparks 6 ernannt, war er hier bis zur Versetzung am 11. Juli 1918 im Stab der Inspektion der bayerischen Fliegertruppen im Einsatz. Hier blieb er bis zur Versetzung zum Fliegerhorst Schleißheim am 30. Juli 1919. Als Hauptmann in das Reichsheer übernommen, wurde er dann noch vor der Bildung des 200.000 Mann-Übergangsheeres der Reichswehr am 31. März 1920 aus dem Dienst verabschiedet.
Er trat dafür als Hauptmann der Polizei in die bayerische Landespolizei über und war ab dem 1. Oktober 1922 bei der Landespolizei Lindau eingesetzt. Am 1. Juni 1932 wurde er dann bei der Landespolizei München zum Major befördert und am 1. September 1934 zum Stab des III. Bataillons des 19. (Bayer.) Infanterie-Regiments abkommandiert. Diesem gehörte er dann während der Erweiterung der Reichswehr zur Wehrmacht an und wurde am 1. Oktober 1935 als Oberstleutnant in das Heer übernommen. Er wurde jetzt dem Regimentsstab des Gebirgsjäger-Regiments München in Kempten zugeteilt und am 6. Oktober 1936 als Nachfolger von Rudolf Conrad zum Kommandeur des Gebirgsjäger-Regiment 100 in Bad Reichenhall ernannt. Am 1. Januar 1937 zum Oberst befördert, gab er Anfang November 1938 sein Kommando an Hubert Lanz ab und wurde zum Kommandeur des Gebirgsjäger-Regiment 137 in Lienz ernannt.
Zu Beginn des Zweiten Weltkrieges im Sommer 1939 hatte er noch dieses Kommando inne. Er führte dann sein Regiment zuerst beim Überfall auf Polen im Verband der 2. Gebirgs-Division. Ende Februar 1940 gab er sein Kommando ab und wurde dafür zum Kommandeur des neuaufgestellten Gebirgsjäger-Ersatz-Regiment 136 in Innsbruck ernannt. Hier am 1. Dezember 1940 zum Generalmajor befördert, gab er Mitte Februar 1941 sein Kommando ab und kam in die Führerreserve. Anfang März 1941 wurde er dann als Nachfolger von Generalleutnant Valentin Feurstein zum Kommandeur der 2. Gebirgs-Division ernannt. Diese führte er jetzt im nördlichsten Frontabschnitt in Lappland. Nach etwa einem Jahr gab er sein Kommando an Oberst Georg Ritter von Hengl ab und kam erneut in die Führerreserve. Ende August 1942 wurde er dann dem Deutschen Verbindungsstab beim Alpini-Korps zugeteilt. Zum 1. Dezember 1942 zum Generalleutnant befördert, kam er Anfang Februar 1943 nochmals in die Führerreserve. Mitte Mai 1943 wurde er Kommandeur der neuaufgestellten Division Nr. 418 in Klagenfurt. Ende Oktober 1943 gab er sein Kommando an Generalmajor Maximilian Jais ab und wurde abermals in die Führerreserve versetzt. Ende November 1943 kam er dann in den Luftwaffen-Verbindungsstab Rom. Am 23. Januar 1944 wurde er dann zum Kommandanten des Abschnittsstabes Mailand ernannt und Mitte März 1944 Kommandant der Oberfeldkommandantur 397 (OFK 397). Dieses Kommando behielt er dann bis zum Ende des Zweiten Weltkrieges im Frühjahr 1945. Bei der Kapitulation der Wehrmacht geriet er dann im Mai 1945 in alliierte Gefangenschaft. Aus dieser wurde er am 1. Juli 1947 wieder entlassen. Knapp zwei Jahre später verstarb er.
Er hatte im Jahre 1929 Theresia Müllereisert geheiratet und war der ältere Bruder von Hans Schlemmer, zuletzt General der Gebirgstruppen.
| Personendaten    | Personendaten                   |
| ---------------- | ------------------------------- |
| NAME             | Schlemmer, Ernst                |
| KURZBESCHREIBUNG | General der Deutschen Wehrmacht |
| GEBURTSDATUM     | 8. Juli 1889                    |
| GEBURTSORT       | Wöllstein                       |
| STERBEDATUM      | 2. Juni 1949                    |
| STERBEORT        | Heidelberg                      |